# Hymne national de la Russie
L’Hymne national de la fédération de Russie ou Hymne russe (en russe : Государственный гимн Российской Федерации, Gossoudarstvennyï gimn Rossiïskoï Federatsii) est l'actuel hymne national de la Russie.
Il a été adopté le 20 décembre 2000 par le président Vladimir Poutine en remplacement de la Chanson patriotique qui était utilisée depuis 1990. Il reprend l'air de l’Hymne de l'Union soviétique mais le texte en est différent.

## Historique
L’Hymne de l'Union soviétique a été adopté en 1944 en remplacement de L'Internationale (qui elle-même remplaçait La Marseillaise des travailleurs) comme hymne national du pays.
La musique a été composée par Aleksandr Aleksandrov et les paroles écrites par Sergueï Mikhalkov. Cette musique fut originellement celle de l'hymne du Parti bolchévique depuis 1939, et partiellement reprise d'une chanson appelée Jit' stalo loutchtche (Жить стало лучше) qui signifie mot à mot Vivre est devenu meilleur, que l'on traduit plus élégamment par La vie est devenue meilleure.
À partir de 1990, l’Hymne national de la Russie fut la Chanson patriotique de Mikhaïl Glinka, qui ne possédait pas de paroles officielles. Il était un des rares hymnes au monde à ne pas avoir de paroles. De 1991 à 2000, le comité de l'hymne national reçut plus de 6 000 propositions de paroles, la plupart sur la musique de la Chanson patriotique, d'autres sur la musique d'Aleksandrov. Mais cet hymne fut impopulaire et le Parti communiste de la fédération de Russie voulait que l'ancien Hymne de l'Union soviétique soit restauré. Lorsqu'en 2000, le Kremlin, sous l'impulsion du président Vladimir Poutine, décida de revenir à la musique d'Aleksandrov, ce fut une nouvelle proposition de paroles de Sergueï Mikhalkov, qui avait déjà écrit les paroles de l’Hymne de l'Union soviétique, qui fut retenue et retravaillée en collaboration avec le Kremlin. Les références à Lénine et au communisme furent supprimées ainsi que l'idée d'une union indestructible entre les différentes républiques soviétiques. Les nouvelles paroles insistent davantage sur la grandeur et les richesses de la Russie.
La reprise de la musique de l’Hymne soviétique fut vivement controversée en Russie durant toutes les années 2000. L'ancien président Boris Eltsine qui avait lui-même introduit la Chanson patriotique en remplacement de l’Hymne soviétique était contre la reprise de sa musique pour l’Hymne russe. Pour le gouvernement russe néanmoins, l'hymne représente « une représentation historique du pays, un symbole de patriotisme ». Lors des obsèques de Boris Eltsine, c’est ce nouvel hymne qui fut joué. En 2010, le parti communiste russe demande le changement de l'hymne, en enlevant notamment les références faites à la religion et à « Dieu » mais cela a été refusé.
D'autres pays de l'ex-URSS ont également gardé ou repris la musique de la période soviétique, tels que le Tadjikistan (Surudi milli), la Biélorussie (My, Bielaroussy), ou l'Ouzbékistan (Hymne national de l'Ouzbékistan).

## Utilisations et législation

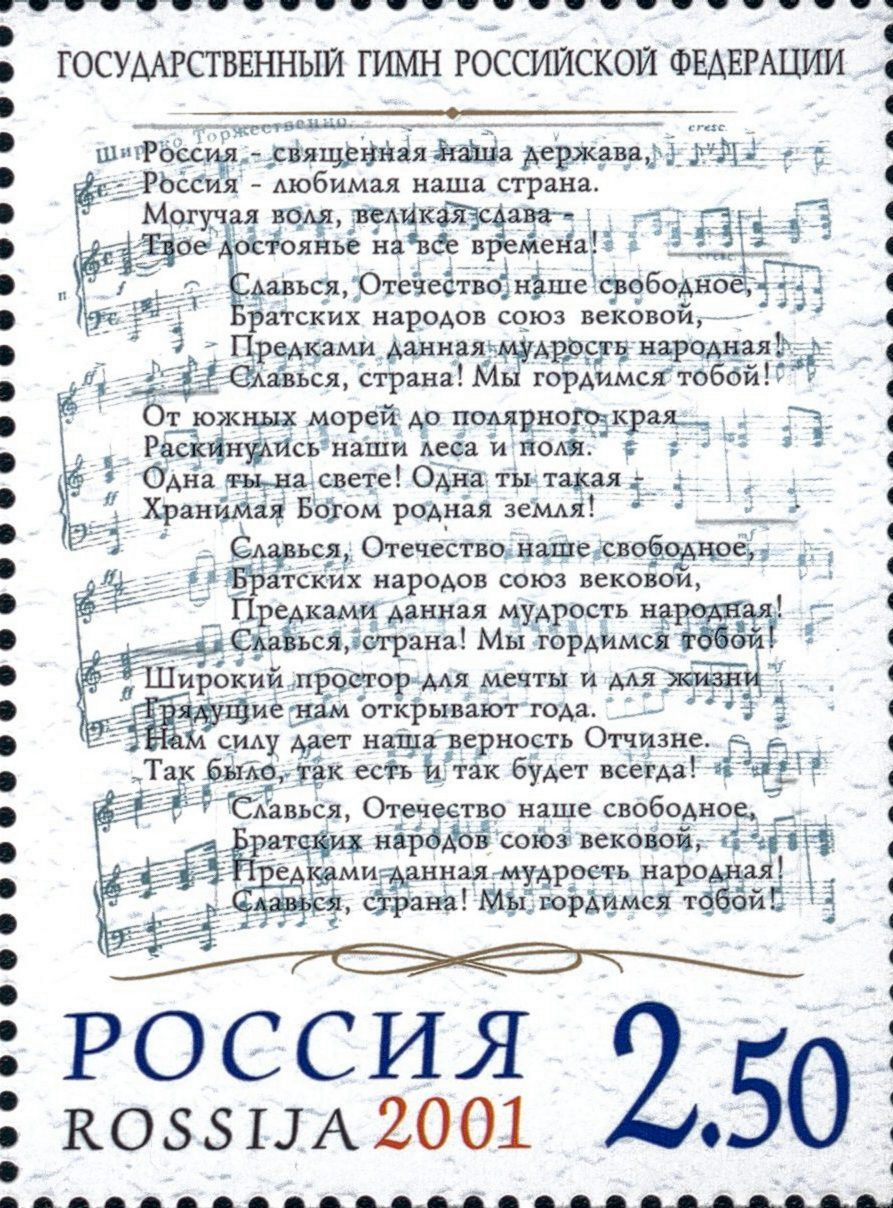
Les paroles de l'hymne sur un timbre postal en 2001.

Si un musicien peut choisir de ne jouer que la musique seule lors d'occasions privées ou officieuses, les paroles de l’Hymne national russe doivent officiellement être chantées, avec ou sans accompagnement instrumental (mais en respectant la mélodie). L'hymne peut être joué lors d'occasions solennelles ou de célébrations, mais il accompagne obligatoirement l'investiture du président, l'ouverture et la fermeture des sessions parlementaires de la Douma, de chaque Conseil de la fédération, ainsi que de toutes les cérémonies officielles de l'État. L'hymne est également joué lors du début et de la fin des programmes télévisés et radiophoniques, ou, si les programmes sont diffusés en continu, à minuit et à 6 h. Il peut être joué lors d'événements sportifs en Russie ou à l'étranger, selon le protocole de l'événement en question.
Lors de la diffusion de l'hymne national, tous les hommes et femmes doivent se découvrir la tête et se tourner vers le drapeau russe, si présent, comme le veut la tradition. Les personnes en uniforme doivent également faire un salut militaire lorsque l'hymne est joué.
Selon la loi russe sur le droit d'auteur, les symboles nationaux — dont l'hymne national — sont libres de droits d'auteur, et peuvent donc être librement diffusés et modifiés, dans la limite du respect dû à ces emblèmes.

## Paroles officielles

### Original
| Cyrillique | Transcription française | Transcription API |
| --- | --- | --- |
| Россия – священная наша держава, Россия – любимая наша страна. Могучая воля, великая слава — Твоё достоянье на все времена! Припев: Славься, Отечество наше свободное, Братских народов союз вековой, Предками данная мудрость народная! Славься, страна! Мы гордимся тобой! От южных морей до полярного края Раскинулись наши леса и поля. Одна ты на свете! Одна ты такая — Хранимая Богом родная земля! Припев Широкий простор для мечты и для жизни Грядущие нам открывают года. Нам силу даёт наша верность Отчизне. Так было, так есть и так будет всегда! Припев | Rossia — sviachtchennaïa nacha derjava, Rossia — lioubimaïa nacha strana. Mogoutchaïa volia, velicaïa slava — Tvoïo dostoïanié na vse vremena! Pripev: Slavsia, Otetchestvo nache svobodnoïe, Bratsquih narodov soïouz vecovoï, Predcami dannaïa moudrost narodnaïa! Slavsia, strana! My gordimsia toboï! Ot ioujnyh moreï do poliarnovo craïa Rasquinoulis nachi lesa i polia. Odna ty na svete! Odna ty tacaïa — Hranimaïa Bogom rodnaïa zemlia! Pripev Chiroqui prostor dlia metchty i dlia jizni Griadouchtnie nam otcryvaïout goda. Nam silou daïot nacha vernost Ottchizne. Tac bylo, tac iest i tac boudet vsegda! Pripev | [rɐ.ˈsʲi.ja svʲɪɕ.ˈɕɛn.na.ja ˈna.ʂa dʲɪr.ˈʐa.va ǀ] [rɐ.ˈsʲi.ja lʲʉ.ˈbʲi.ma.jɐ ˈna.ʂa stra.ˈna ‖] [ma.ˈɡu.t͡ɕa.jɐ ˈvo.lʲa vʲɛ.ˈlʲi.ka.jɐ ˈsɫa.va ǀ] [tva.ˈjɵ das.tɐ.ˈja.nʲjɛ nɐ‿fsʲɛ vrʲɛ.mʲɪ.ˈna ‖] [prʲɪ.ˈpʲef] [ˈsɫafʲ.sʲa a.ˈtʲɛ.t͡ɕɪst.va ǀ ˈna.ʂɛ sva.ˈbod.na.jɛ ǀ] [ˈbrat.skʲix nɐ.ˈro.daf sɐ.ˈjuz‿vʲɛ.ka.ˈvoj ‖] [ˈprʲɛt.ka.mʲi ˈdan.na.ja ǀ ˈmu.drasʲtʲ na.ˈrod.na.ja ǀ] [ˈsɫafʲ.sʲa strɐ.ˈna ǀ mɨ ɡɐr.ˈdʲim.sʲa tɐ.ˈboj ‖] [at‿ˈjuʐ.nɨx mɐ.ˈrʲɛj dɐ‿pɐ.ˈlʲar.na.vɐ ˈkra.ja ǀ] [rɐs.ˈkʲi.nu.lʲɪsʲ ˈna.ʂɨ lʲɪ.ˈsa i pɐ.ˈlʲa ‖] [ɐd.ˈna tɨ nɐ‿ˈsvʲɛ.tʲɛ ‖ ɐd.ˈna tɨ tɐ.ˈka.ja ǀ] [xrɐ.ˈnʲi.ma.jɐ ˈbo.ɡam rɐd.ˈna.ja zʲɪm.ˈlʲa ‖] [prʲɪ.ˈpʲef] [ʂɨ.ˈro.kʲij prɐ.ˈstor dlʲa mʲɪt͡ɕ.ˈtɨ i dlʲɐ‿ˈʐɨzʲ.nʲɪ ǀ] [ɡrʲɪ(ɐ).ˈduɕ.ɕi.jɪ nam at.krɨ.ˈva.jud‿ɡa.ˈda ‖] [nɐm‿ˈsʲi.ɫu dɐ.ˈjɵt ˈna.ʂa ˈvʲɛr.nasʲtʲ ɐt.ˈt͡ɕizʲ.nʲɪ ǀ] [tɐɡ‿ˈbɨ.ɫa tɐk jɛsʲtʲ i tɐɡ‿ˈbu.dʲɛt fsʲɪɡ.ˈda ‖] [prʲɪ.ˈpʲef] |

### Traduction
Ô Russie - notre puissance sacrée
Ô Russie - notre pays bien-aimé
Forte volonté, grande gloire
Sont ton héritage à jamais !
Refrain :
Sois glorieuse, notre libre Patrie,
Alliance éternelle de peuples frères !
Par nos ancêtres nous a été transmise la sagesse populaire !
Sois glorieux, notre pays ! Nous sommes fiers de toi !
Des mers du sud aux contrées polaires
S'épanouissent nos forêts et nos champs
Toi, seule au monde! Seule tu es comme ça,
Terre natale gardée par Dieu !
Refrain
De vastes espaces pour les rêves et la vie
Nous ouvrent les portes vers les ans à venir.
Notre force nous vient de notre fidélité à la Patrie
Ce fut ainsi, ça l'est, et cela à jamais sera ainsi !
Refrain